# El Pantano, Jalisco
El Pantano är en ort i Mexiko.   Den ligger i kommunen Mascota och delstaten Jalisco, i den centrala delen av landet, 600 km väster om huvudstaden Mexico City. El Pantano ligger 1 543 meter över havet och antalet invånare är 128.
Terrängen runt El Pantano är bergig. Runt El Pantano är det glesbefolkat, med 8 invånare per kvadratkilometer. Närmaste större samhälle är Mascota, 6,9 km sydväst om El Pantano. I omgivningarna runt El Pantano växer huvudsakligen savannskog.